# George Douglas, 16.º Conde de Morton

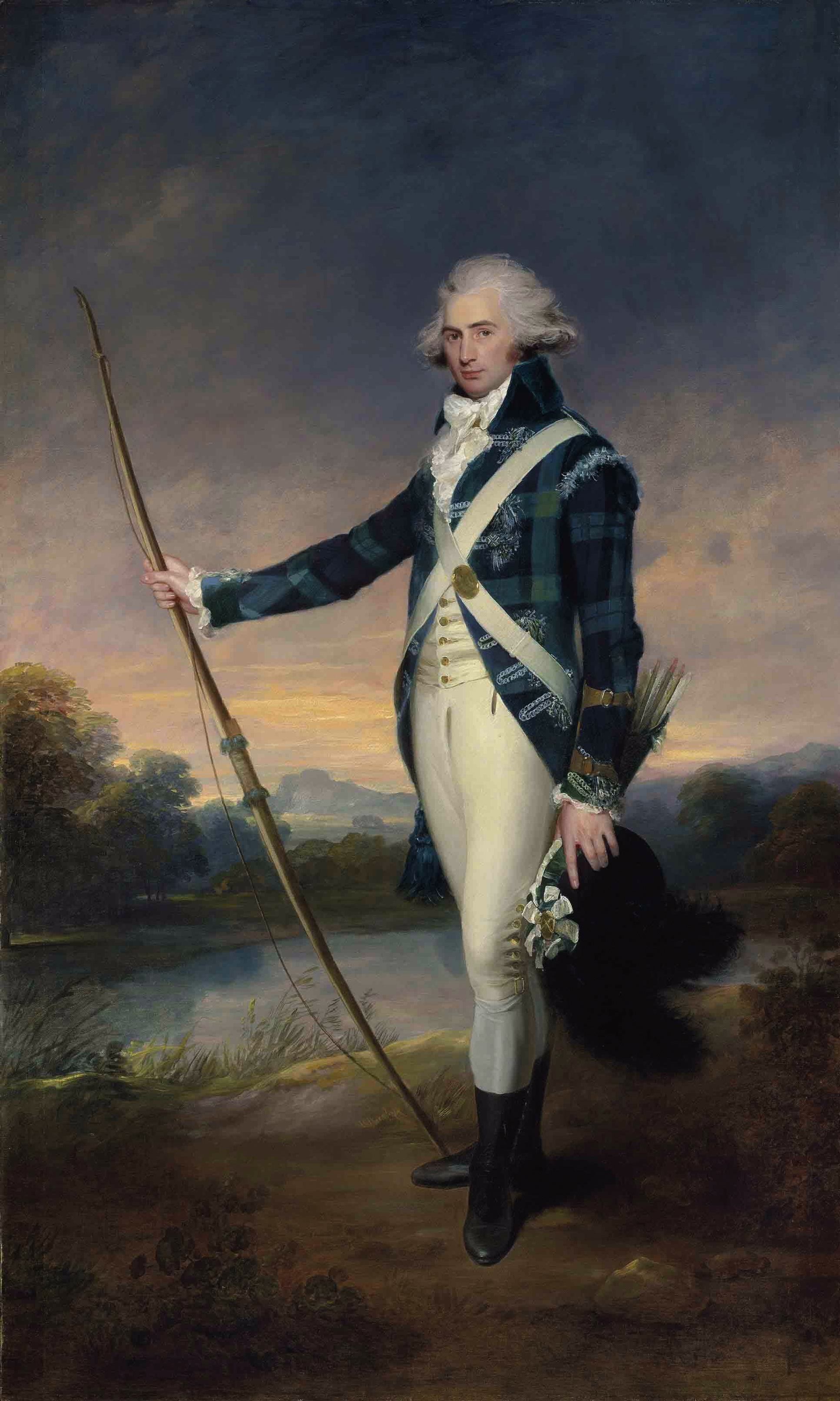

George Douglas, 16.º Conde de Morton(3 de abril de 1761 - 17 de julho de 1827), era o filho de Sholto Douglas, 15.º Conde de Morton.
Ele foi eleito Fellow da Royal Society em fevereiro de 1785 e serviu como seu vice-presidente entre 1795 e 1819. Em 13 de agosto de 1814, se casou com Susan Elizabeth Buller e eles tiveram uma filha: a Lady Ellen Susan Anne Douglas (falecida em 22 de janeiro de 1914).
George Douglas é conhecido também pelo animal conhecido como égua do Lorde Morton, com a qual pensava ter demonstrado a telegonia.